# Honda Mobilio
Honda Mobilio – siedmioosobowy minivan produkowany w latach 2001-2008 z przeznaczeniem na japoński rynek. W 2004 przeszedł facelifting. W 2008 model zastąpiła większa Honda Freed.

## Honda Mobilio Spike
Honda Mobilio Spike została zaprojektowana z myślą wyjazdów za miasto. Produkowana była w latach 2002-2008, w 2005 przeprowadzono facelifting. W 2008 zastąpiła go Honda Freed.